# گوی میچل
گوی میچل (انگلیسی: Guy Mitchell؛ ۲۲ فوریهٔ ۱۹۲۷ – ۱ ژوئیهٔ ۱۹۹۹) یک موسیقی‌دان اهل ایالات متحده آمریکا بود. وی بین سال‌های ۱۹۴۷ تا ۱۹۹۹ میلادی فعالیت می‌کرد.